# Gaupenraub +/-
gaupenraub +/- ist ein 1999 gegründetes Architekturbüro mit Sitz in Wien.

## Geschichte
Das Architekturbüro gaupenraub +/- wurde 1999 von Ulrike Schartner und Alexander Hagner in Wien gegründet.
Zu ihren ersten Projekten gehörten zahlreiche kleinere Um- und Ausbauten. Während der nunmehr über 20-jährigen Tätigkeit des Büros arbeitet gaupenraub +/- mittlerweile in unterschiedlichen Bereichen und Maßstäben, ihr breit gefächertes Arbeitsfeld reicht vom Bauen im Bestand über städtebauliche Entwürfe bis hin zu Möbel- und Produktdesign. Zu ihren wichtigsten Projekten zählt das Eiermuseum für den Bildhauer Wander Bertoni in Winden am See, die Sanierung und Erweiterung des Betriebsgebäudes von MCM Klosterfrau Healthcare Group, sowie der Büroumbau zur Denkfabrik der Agenda Austria von Franz Schellhorn. Daneben engagiert sich gaupenraub +/- seit über 15 Jahren zunehmend in Projekten für benachteiligte Menschen wie z. B. der Notschlafstelle VinziRast, der Realisierung des Memobil, ein Möbel für Demenzkranke, der VinziRast-mittendrin, ein Gebäude für das Zusammenleben von obdachlosen Menschen und Studierenden oder dem VinziDorf Wien als Wohnanlage für den letzten Lebensabschnitt von schwerst obdachlosen Menschen.

## Partner
Alexander Hagner (* 1963) absolvierte eine Tischlerlehre und studierte Architektur an der Universität für angewandte Kunst in Wien. 2000 bis 2009 hatte er einen Lehrauftrag an der TU Wien, 2008 bis 2009 war er dort Universitätsassistent. 2015 war er Gastprofessor an der TU Wien im Bereich Baugeschichte/Bauforschung, 2017/18 Gastprofessor an der TU Graz zum Thema Wohnexperimente am Institut für Wohnbau. Seit 2016 ist er Inhaber einer Stiftungsprofessur „Soziales Bauen“ an der FH Kärnten.
Ulrike Schartner (* 1966) studierte Architektur an der Universität für angewandte Kunst in Wien und an der KTH Stockholm – Kolleg für Innenausbau und Möbelbau. 2005 war sie Gründungsmitglied von omniplan AB. 2017 hatte sie einen Lehrauftrag an der TU Graz am Institut für Raumgestaltung. Seit 2015 hat sie einen Lehrauftrag an der TU Wien – Hochbau 2. Sie ist seit 2022 Mitglied des Sektionsvorstands der „ArchitektInnen der Wiener Kammer der Ziviltechniker:innen“.

## Preise und Auszeichnungen (Auswahl)
- Architekturpreis des Landes Burgenland 2010 für das Eiermuseum von Wander Bertoni in Winden am See[1]
- ETHOUSE Award 2011[2] für Umbau und Erweiterung der MCM Klosterfrau Healthcare Group
- Nominierung European Union Prize for Contemporary Architecture – Mies van der Rohe Award 2011[3] für das Eiermuseum von Wander Bertoni in Winden am See
- URBAN LIVING Award 2013[4] für die VinziRast-mittendrin
- ÖGUT-Umweltpreis 2013[5] für die VinziRast-mittendrin
- Auszeichnung Hans Sauer Preis 2014[6] – Sonderpreis für „Soziale Innovation“
- Otto-Borst-Preis 2014[7] für die VinziRast-mittendrin
- Bauherrenpreis 2014[8] für die VinziRast-mittendrin
- Nominierung European Union Prize for Contemporary Architecture – Mies van der Rohe Award 2015[9] für die VinziRast-mittendrin
- Niederösterreichischer Holzbaupreis 2019 für Umbau und Sanierung der Würzlmühle in Kirchberg an der Wild
- Preis der Stadt Wien für Architektur 2020
- wienwood 21 Sonderpreis[10] für das VinziDorf Wien
- Bauherrenpreis 2021[11] für das VinziDorf WienVinziDorf Wien, WienVinziRast-mittendrin, Wien

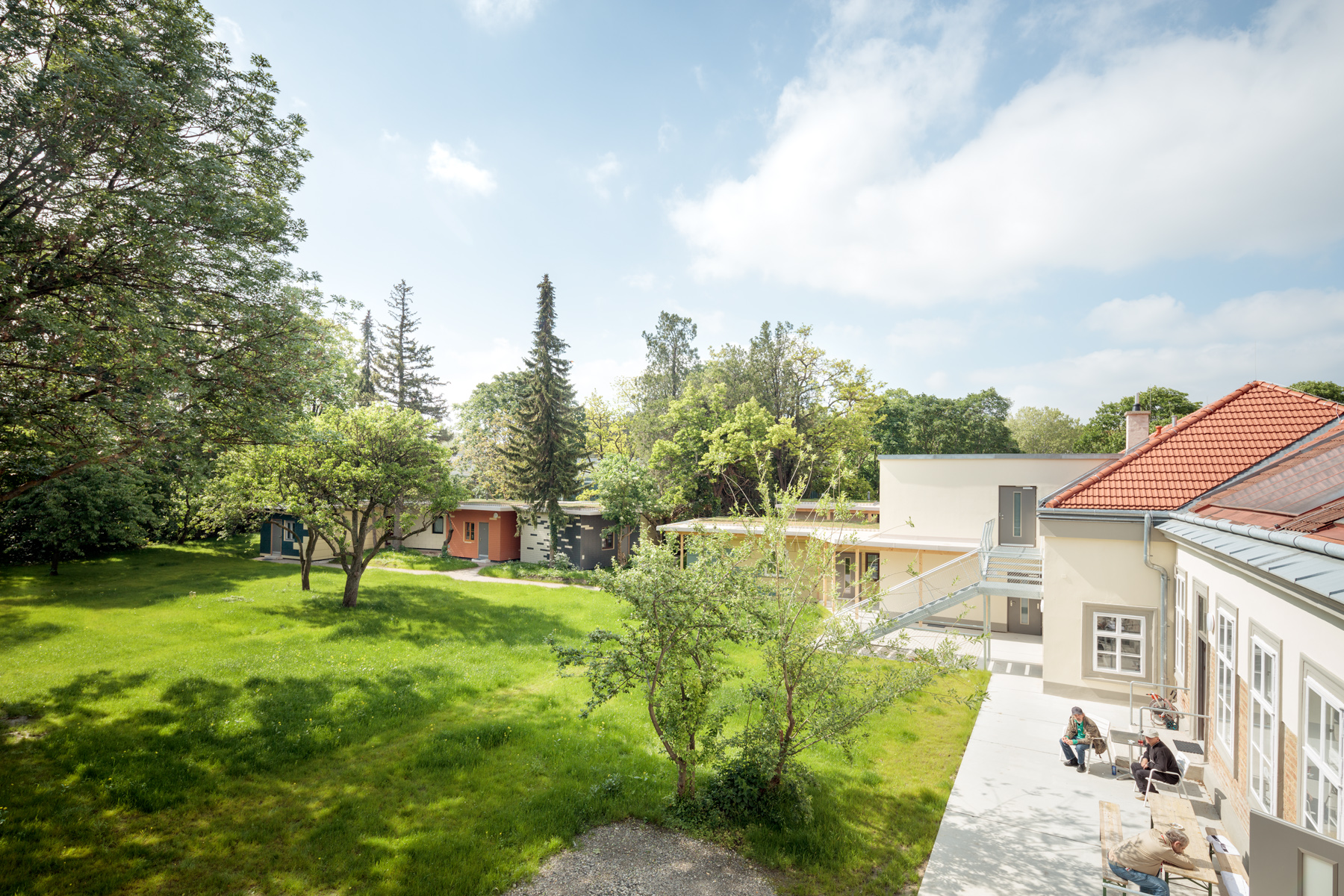
VinziDorf Wien, Wien

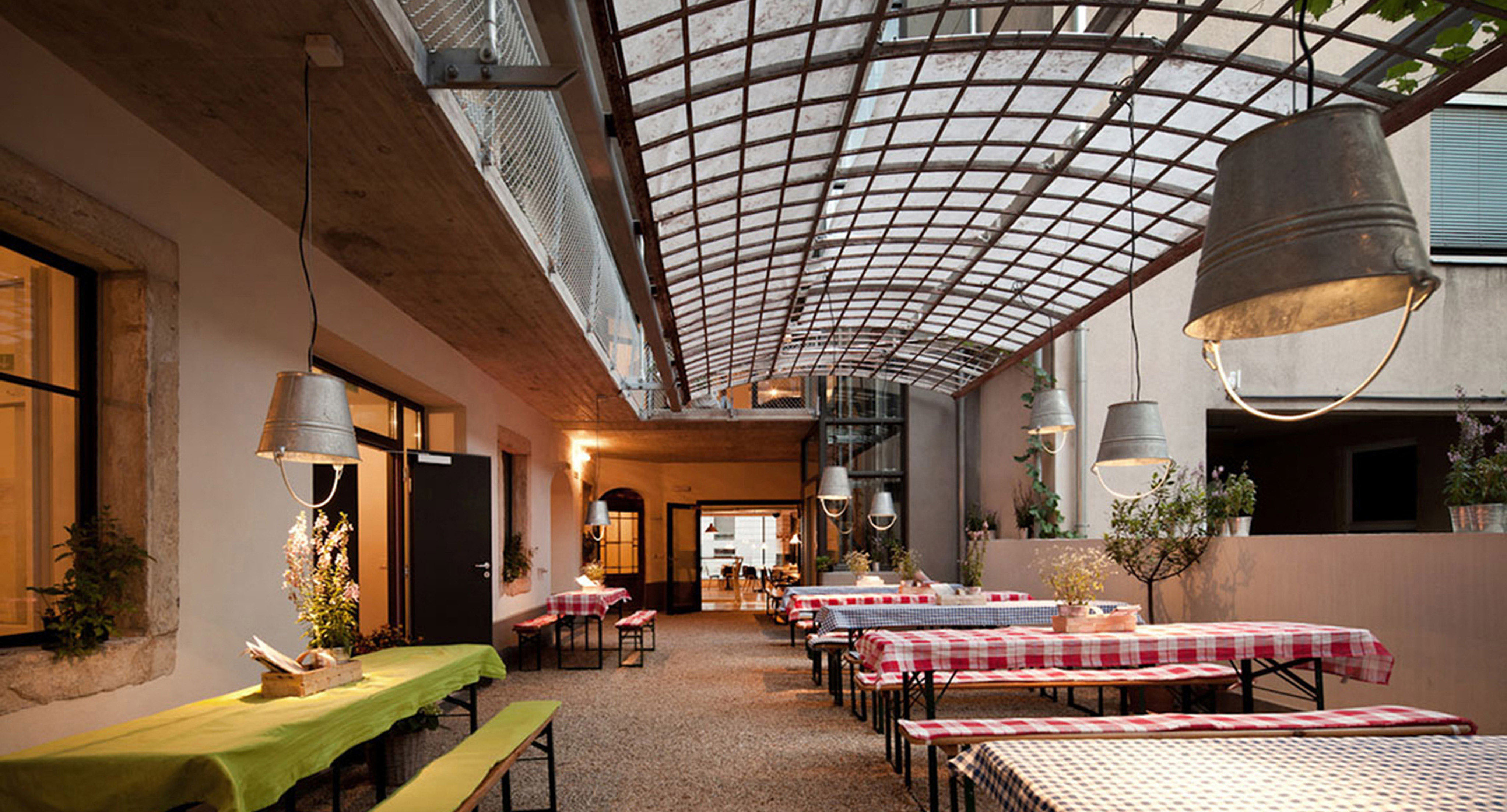
VinziRast-mittendrin, Wien

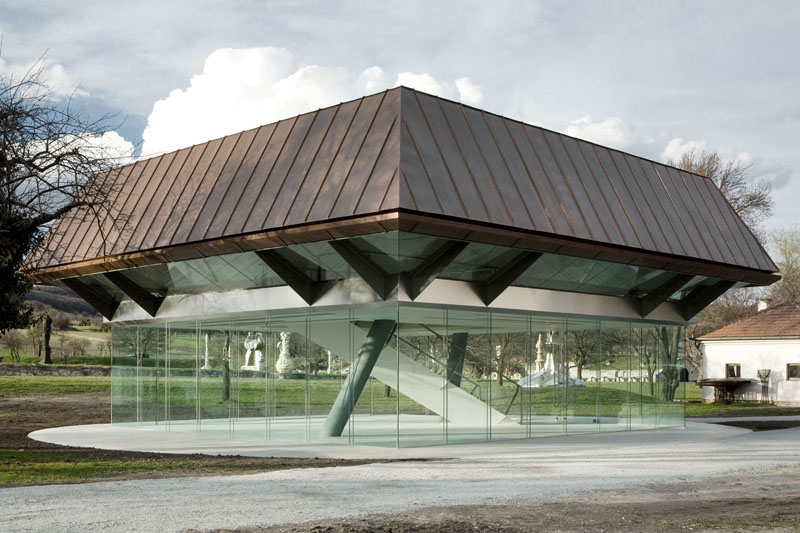
Museum für die Eiersammlung von Wander Bertoni, Winden am See

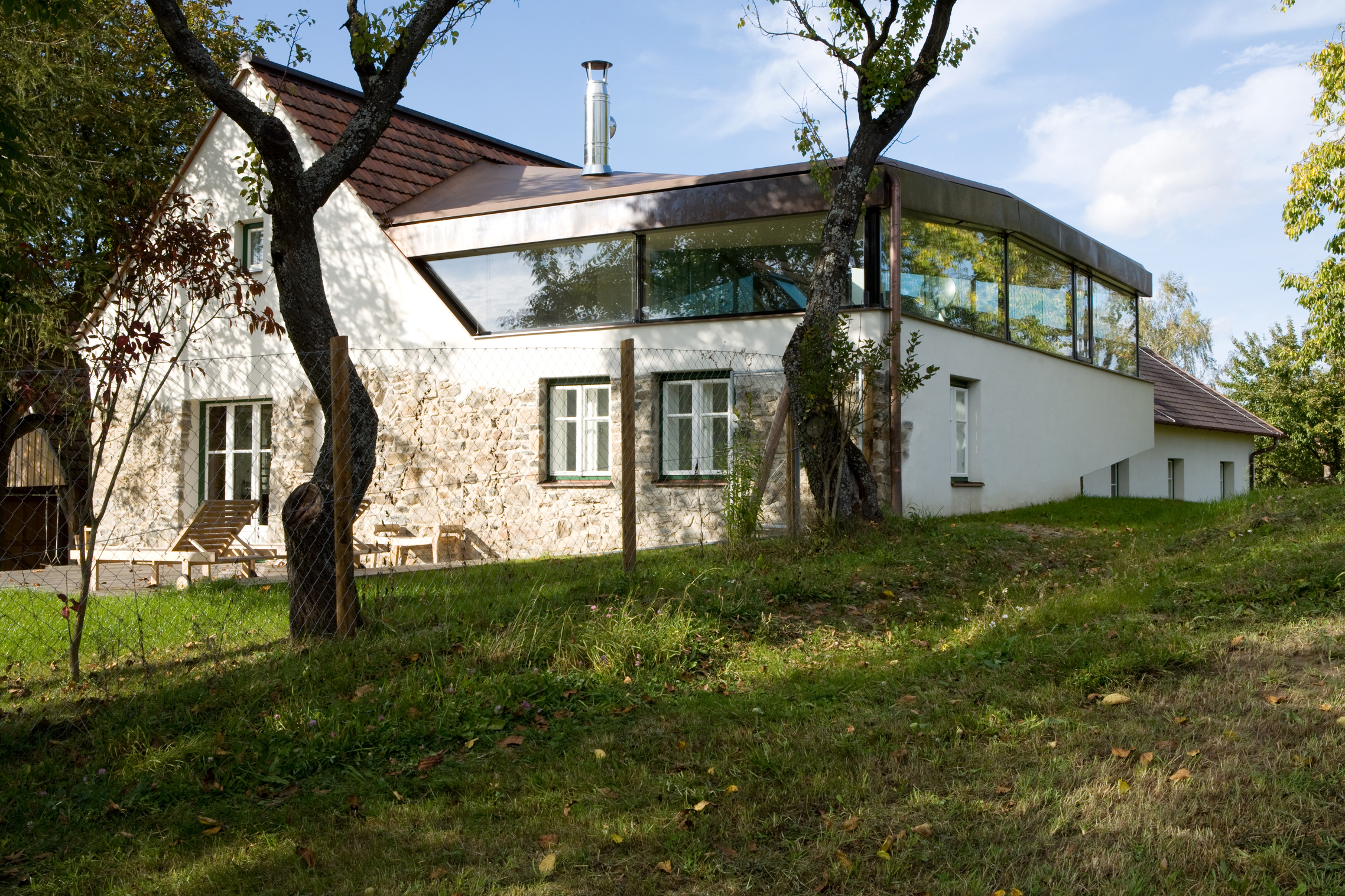
Landhaus W., Waldviertel, Österreich

- Niederösterreichischer Kulturpreis 2022 – Würdigungspreis in der Sparte Architektur[12]

## Realisierungen (Auswahl)
- Büroumbau Fischill-Public-Relations, Wien, Österreich 2000
- Friseursalon Markus Herold, Wien, Österreich 2001
- Siedlungshauszubau Wollekweg, Wien, Österreich 2002
- VinziRast-Notschlafstelle, mit Cecily Corti, Wien 2004
- Engel am Naschmarkt, Wien, Österreich 2005
- Haus L., Bad Rappenau, Deutschland seit 2005
- Landhaus W., Waldviertel, Österreich 2008
- Museum für die Eiersammlung[13] von Wander Bertoni, Winden am See, Österreich 2010
- Wilhelms-WG, Wohngemeinschaft für die VinziRast, Wien, Österreich 2010
- Business-Lounges für Aeroflot, Flughafen Sheremetyevo, Russland 2010
- MEMOBIL, Kommunikationsmöbel für Menschen mit Demenz, mit section.a, 2011
- MCM Klosterfrau Healthcare Group[14], Umbau und Erweiterung, Wien, Österreich 2011
- Privathaus O., Klosterneuburg, Österreich 2012
- VinziRast-mittendrin, Gemeinschaftsgebäude für wohnungslose Menschen und Studierende, Wien, Österreich 2013
- Agenda Austria – Denkfabrik, Büroumbau Wien, mit Franz Schellhorn, Österreich 2013
- Grabkapelle, Winden am See, Österreich 2013
- Schwedische Botschaft Wien, Umbau und Revitalisierung als Lokalarchitekt für + Hidemark & Stintzing arkitekter, Österreich 2015
- VinziRast HOME[15], Flüchtlingswohngemeinschaft und Einbau RefRef, Wien 2016, mit Studierenden und HOMEnotSHELTER, Wien, Österreich 2016
- Wurzelmühle in Kirchberg an der Wild, Niederösterreich, Österreich 2017
- VinziDorf Wien, Wohnprojekt für alkoholkranke obdachlose Männer, Wien 2018
- VinziRast am Land, inklusives Wohn- und Beschäftigungsprojekt für obdachlose Menschen, Mayerling, Niederösterreich, 2023

## Ausstellungen (Auswahl)
- Maßstab1:1. Architektur im Selbstversuch[16], Kunsthaus Mürzzuschlag, Mürzzuschlag 2007/2008
- 5. Architekturpreis des Landes Burgenland[17], Landesmuseum Burgenland, Eisenstadt 2010
- Europas beste Bauten. Mies van der Rohe Award 2011[18], Architekturzentrum Wien, Wien 2012
- Ausstellung der nominierten Projekte zum Österreichischen Bauherrnpreis 2014[19], Ausstellungszentrum im Ringturm, Wien, 2013/2014
- THINK GLOBAL, BUILD SOCIAL![20], Ausstellung und Symposium. Architekturzentrum Wien, Wien, 2014
- Daheim – Bauen und Wohnen in Gemeinschaft.[21] Deutsches Architekturmuseum Frankfurt, 2015, Wanderausstellung 2015–2018
- Europas beste Bauten. Mies van der Rohe Award 2015[22], Architekturzentrum Wien, Wien 2016
- How To Live Together[23], Kunsthalle Wien, Wien 2017
- Form folgt Paragraph[24], Architekturzentrum Wien, Wien 2017/2018
- Together! The New Architecture of the Collective.[25] Vitra Design Museum, Weil am Rhein, 2017, Wanderausstellung 2017–2020